# Fata Morgana

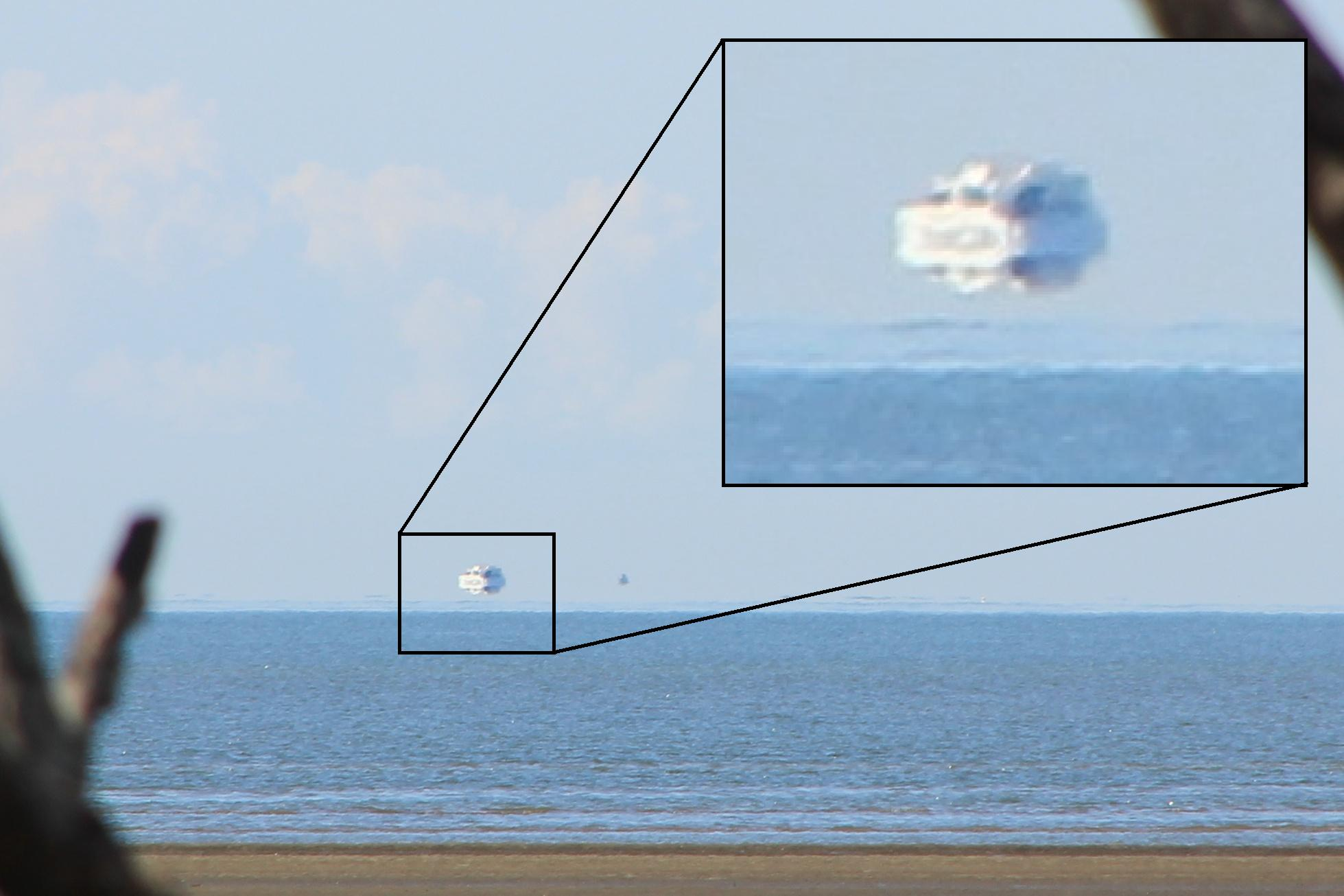
Detalle del ejemplo de Fata Morgana.

El efecto Fata Morgana es un espejismo o ilusión óptica que se debe a una inversión de temperatura. Objetos que se encuentran en el horizonte ―como por ejemplo islas, acantilados, barcos o témpanos de hielo― adquieren una apariencia alargada y elevada, similar a «castillos de cuentos de hadas».
Este efecto recibe su nombre del italiano «fata Morgana» (es decir: ‘hada Morgana’), en referencia a Morgan le Fay (‘el hada Morgan’), la hermanastra del rey Arturo, quien, según las leyendas artúricas, era un hada cambiante.
La fata morgana más célebre es la que se produce en la costa meridional de Sicilia, en el estrecho de Mesina, entre Calabria y Sicilia.
En este efecto los objetos están a una distancia considerable mas de 10 km y hasta 30 km aproximadamente por lo tanto dada la distancia y la distorsión que producen las condiciones atmosféricas los objetos, (barcos, Costa, etc) hace que no se vean bien a simple vista, por lo cual es importante observar con binoculares y para sacar fotos hay que hacerlo con una cámara con teleobjetivo mayor a 300mm.
En el efecto Fata Morgana los objetos se ven duplicados como si tuvieran un espejo debajo, por lo tanto cuando vean fotos con un barco solo flotando en el aire son falsas, el barco debe verse duplicado hacia abajo y por debajo se ve el cielo que tambien se refleja en ese espejo virtual formado por la refracción de la luz.

## Descripción

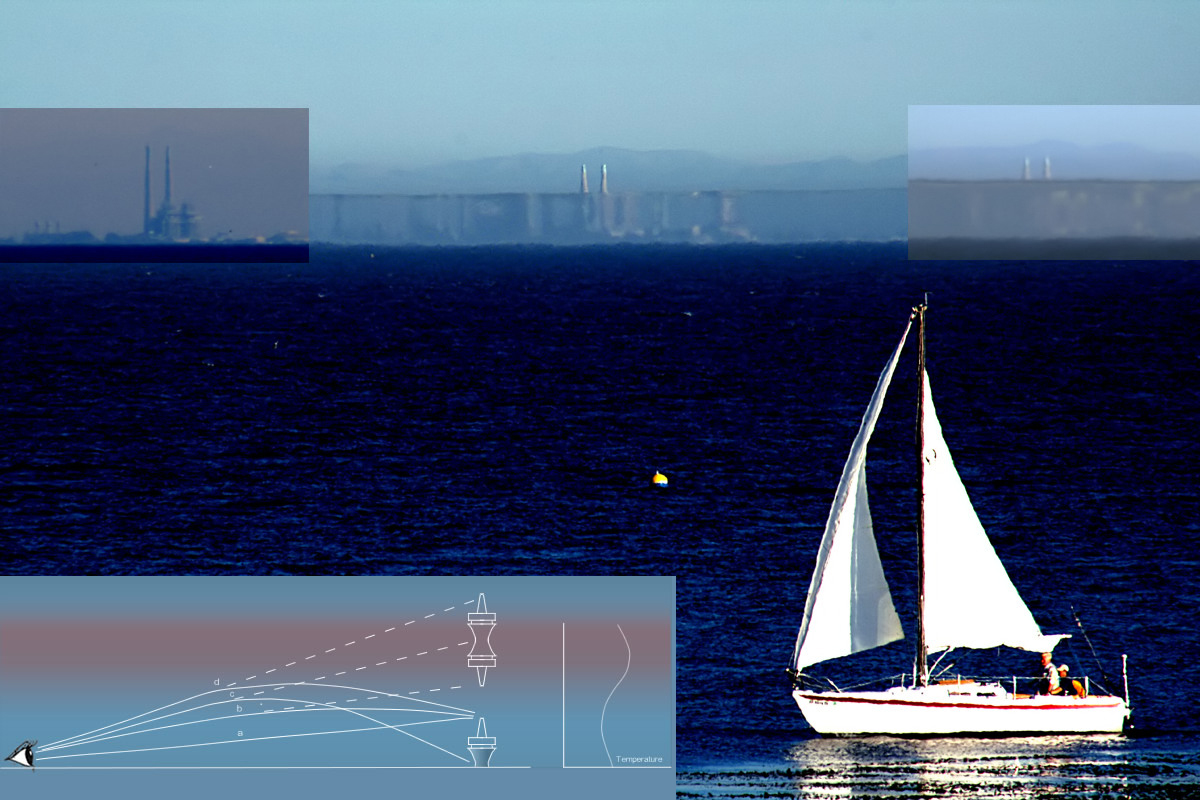
Mecanismo de un espejismo superior (Fata Morgana). El objeto parece flotar en el horizonte.

Con el tiempo en calma, la separación regular entre el aire caliente y el aire frío (más denso) cerca de la superficie terrestre puede actuar como una lente refractante, produciendo una imagen invertida, sobre la que la imagen distante parece flotar. Los efectos Fata Morgana suelen ser visibles por la mañana, después de una noche fría. Es un efecto habitual en valles de alta montaña, donde el efecto se ve acentuado por la curvatura del suelo del valle, que cancela la curvatura de la Tierra. También suele verse por la mañana en mares árticos, con el mar muy en calma, y es habitual en superficies heladas de la Antártida.

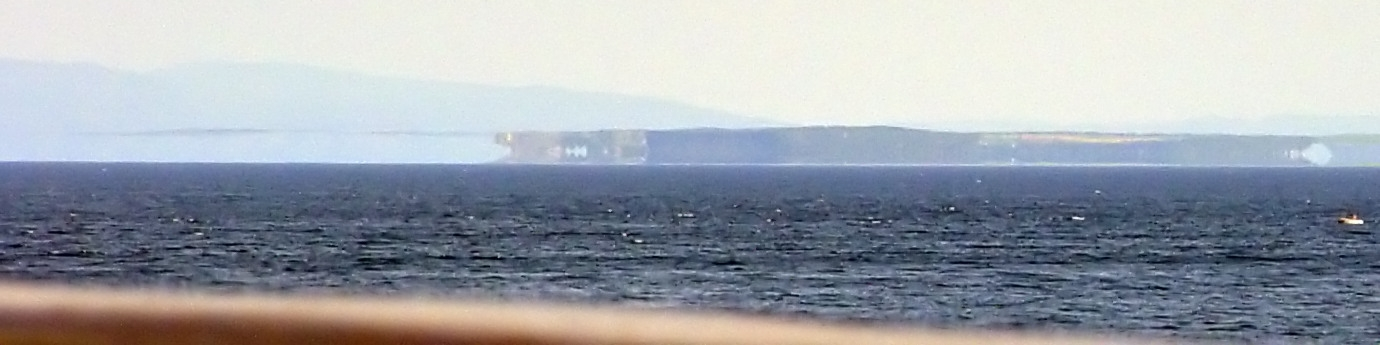
Un fenómeno de Fata Morgana cerca de la costa noruega.

Los efectos Fata Morgana son espejismos superiores, diferentes de los espejismos inferiores, que son más habituales y crean la ilusión de lagos de agua distantes en el desierto o en carreteras con el asfalto muy caliente.

## Leyendas y observaciones famosas

### El holandés errante
Artículo principal: El holandés errante

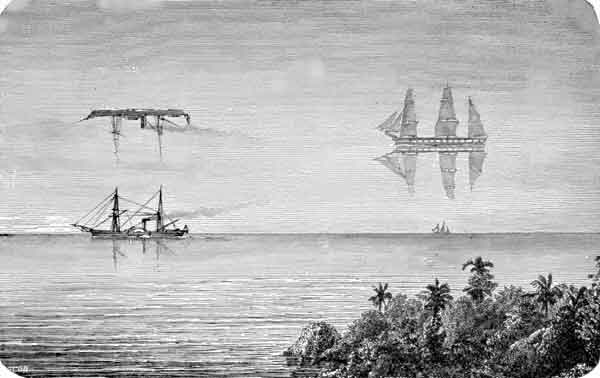
Una ilustración de un libro del siglo XIX que muestra espejismos superiores ampliados; los espejismos nunca pueden estar tan lejos por encima del horizonte, y un espejismo superior nunca puede aumentar la longitud de un objeto como se muestra a la derecha.

El holandés errante, según el folclore, es un barco fantasma que jamás podrá regresar a casa y está condenado a navegar por los siete mares para siempre. Suele avistarse desde lejos, a veces brillando con una luz fantasmal. Una de las posibles explicaciones del origen de la leyenda del holandés errante es un espejismo de Fata Morgana visto en el mar.
Un espejismo superior de un barco, como el Fata Morgana, puede adoptar diversas formas. Incluso cuando el barco en el espejismo no parece suspendido en el aire, sigue teniendo un aspecto fantasmal e inusual, y lo que es aún más importante, su apariencia cambia constantemente. A veces, un Fata Morgana hace que un barco parezca flotar entre las olas; en otras ocasiones, un barco invertido parece navegar por encima de su barco real.
De hecho, con una Fata Morgana puede resultar difícil distinguir qué segmento del espejismo es real y cuál no: cuando un barco real se pierde de vista por estar por debajo de la línea del horizonte, una Fata Morgana puede elevar su imagen, y entonces todo lo que ve el observador es un espejismo. Por otro lado, si el barco real aún se encuentra por encima del horizonte, su imagen puede ser duplicada muchas veces y distorsionada por una Fata Morgana.

### Islas fantasmas

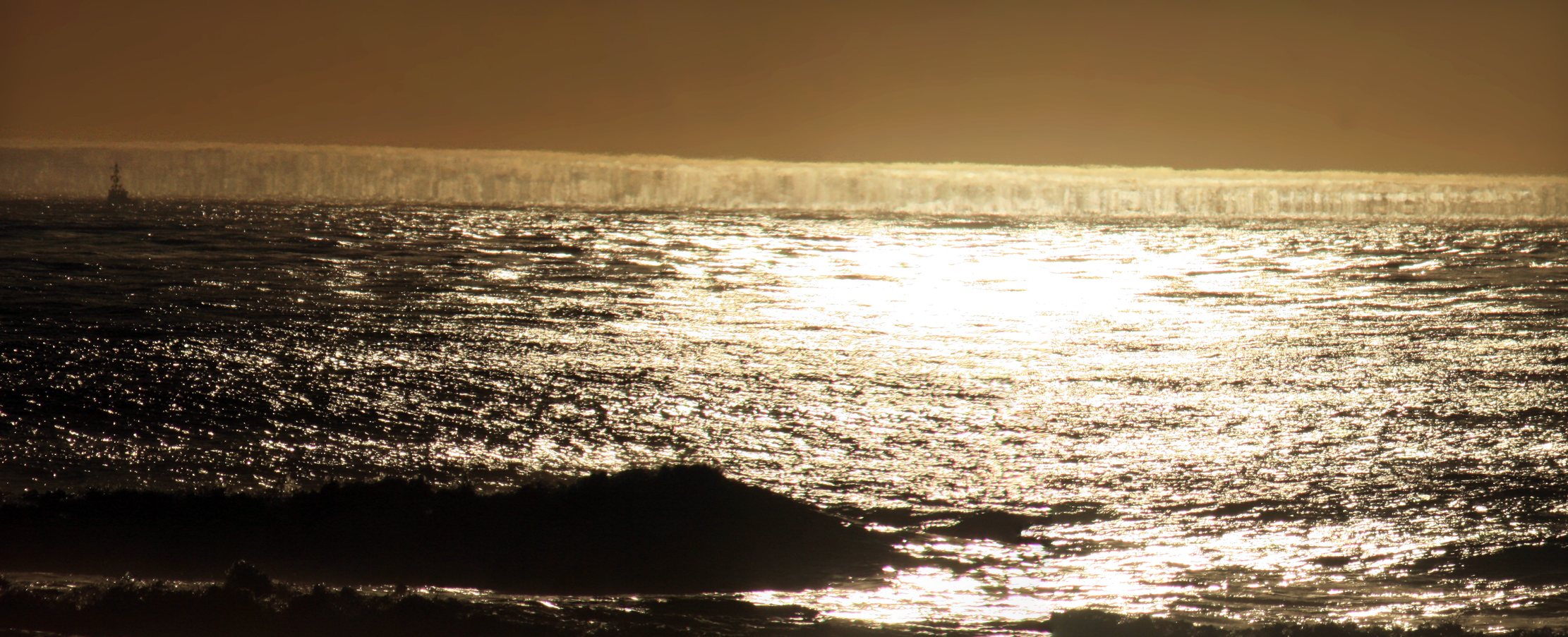
Una Fata Morgana de la superficie del mar y el brillo del sol, con un barco en el lado izquierdo de la imagen.

En los siglos XIX y principios del XX, los espejismos de Fata Morgana podrían haber contribuido a varios "descubrimientos" no relacionados de masas terrestres árticas y antárticas cuya existencia se demostró posteriormente. Los icebergs congelados en el hielo marino, o la propia superficie irregular del hielo, podrían haber contribuido a la ilusión de accidentes geográficos distantes.

#### Tierra de Sannikov
Yákov Sánnikov y Matvei Gedenschtrom afirmaron haber visto una masa de tierra al norte de la isla Kotelny durante su expedición cartográfica de 1809-1810 a las islas de Nueva Siberia. Sánnikov reportó este avistamiento de una "nueva tierra" en 1811, y la supuesta isla recibió su nombre. Tres cuartos de siglo después, en 1886, el barón Eduard Toll, explorador alemán del Báltico al servicio de Rusia, reportó haber observado la Tierra de Sannikov durante otra expedición a las islas de Nueva Siberia. En 1900, lideraría otra expedición a la región, que tenía entre sus objetivos la localización y exploración de la Tierra de Sannikov. La expedición no tuvo éxito en este aspecto. Toll y otros tres se perdieron tras abandonar su barco, que quedó atrapado en el hielo durante el invierno, y embarcarse en una arriesgada expedición en trineo tirado por perros. En 1937, el rompehielos soviético Sadko también intentó, sin éxito, encontrar la Tierra de Sannikov. Algunos historiadores y geógrafos han teorizado que la masa de tierra que vieron Sannikov y Toll era en realidad Fata Morgana de la isla de Bennett.

#### Montañas Croker
En 1818, Sir John Ross lideró una expedición para descubrir el tan ansiado Paso del Noroeste. Al llegar al estrecho de Lancaster, en Canadá, avistó a lo lejos una masa de tierra montañosa, justo delante de la ruta del barco. Bautizó la cordillera como Montañas Croker, en honor al Primer Secretario del Almirantazgo, John Wilson Croker, y ordenó al barco dar la vuelta y regresar a Inglaterra. Varios de sus oficiales protestaron, incluyendo al Primer Oficial William Edward Parry y a Edward Sabine, pero no pudieron disuadirlo. El relato del viaje de Ross, publicado un año después, sacó a la luz este desacuerdo, y la consiguiente controversia sobre la existencia de las Montañas Croker arruinó la reputación de Ross. Al año siguiente de la expedición de Ross, en 1819, Parry recibió el mando de su propia expedición al Ártico y demostró que Ross se equivocaba al continuar hacia el oeste, más allá de donde Ross había regresado, y navegar por la supuesta ubicación de las Montañas Croker. La cadena montañosa que hizo que Ross abandonara su misión había sido un espejismo. Ross no pudo obtener barcos ni fondos del gobierno para sus expediciones posteriores, y se vio obligado a recurrir a patrocinadores privados.

#### Nueva Groenlandia del Sur
Artículo principal: Nueva Groenlandia del Sur
Benjamin Morrell informó que, en marzo de 1823, durante un viaje a la Antártida y al sur del océano Pacífico, había explorado lo que creía que era la costa este de Nueva Groenlandia del Sur.La costa oeste de Nueva Groenlandia del Sur había sido explorada dos años antes por Robert Johnson, quien le había dado su nombre.Sin embargo, este nombre no se adoptó, y la zona, que corresponde a la parte norte de la península Antártica, se conoce actualmente como Tierra de Graham.La posición reportada por Morrell estaba, en realidad, muy al este de Tierra de Graham.Las búsquedas de la tierra que Morrell afirmaba haber explorado continuarían hasta principios del siglo XX, antes de que se refutara definitivamente la existencia de Nueva Groenlandia del Sur. No está claro por qué Morrell informó haber explorado una tierra inexistente, pero una posibilidad es que confundiera una Fata Morgana con tierra real.

#### Tierra de Crocker
Robert Peary afirmó haber visto, durante una expedición al Ártico en 1906, una masa de tierra a lo lejos. Dijo que se encontraba al noroeste del punto más alto del cabo Thomas Hubbard, situado en lo que hoy es el territorio canadiense de Nunavut, y estimó que se encontraba a 210 km (130 millas) de distancia, aproximadamente a 83 grados N y 100 grados O. La bautizó como Tierra de Crocker, en honor a George Crocker, del Club Ártico de Peary.Dado que el diario de Peary contradice su afirmación pública de haber avistado tierra,ahora se cree que la Tierra de Crocker fue una invención fraudulenta de Peary,creada en un intento fallido de obtener más financiación de Crocker.

En 1913, sin saber que Tierra de Crocker era solo una invención, Donald Baxter MacMillan organizó la Expedición a Tierra Crocker, que se propuso alcanzar y explorar la supuesta masa continental. El 21 de abril, los miembros de la expedición avistaron lo que parecía ser una enorme isla en el horizonte noroccidental. Como MacMillan describiría más tarde: «Colinas, valles, picos nevados que se extendían al menos ciento veinte grados en el horizonte». Piugaattoq, miembro de la expedición y cazador inuit con veinte años de experiencia en la zona, explicó que era solo una ilusión. La llamó poo-jok, que significa «niebla». Sin embargo, MacMillan insistió en que siguieran adelante, a pesar de que la temporada era tardía y el hielo marino se estaba desintegrando. Durante cinco días continuaron siguiendo el espejismo. Finalmente, el 27 de abril, tras haber recorrido unos 200 km (125 millas) de peligroso hielo marino, MacMillan se vio obligado a admitir que Piugaattoq tenía razón: la tierra que habían avistado era, de hecho, un espejismo (probablemente una Fata Morgana). Posteriormente, MacMillan escribió:
El día era excepcionalmente despejado, sin una sola nube ni rastro de niebla; si se veía tierra, era nuestro momento. ¡Sí, allí estaba! Incluso se podía ver sin catalejo, extendiéndose de suroeste a nornoreste. Sin embargo, nuestros potentes catalejos resaltaban con mayor claridad el fondo oscuro en contraste con el blanco, y el conjunto parecía colinas, valles y picos nevados a tal grado que, de no haber estado 240 km [150 millas] en el mar helado, habríamos apostado nuestra vida a que era real. Nuestro juicio, entonces como ahora, es que se trataba de un espejismo o una imagen del hielo marino.
La expedición recolectó muestras interesantes, pero aún se considera un fracaso y un error muy costoso. El costo final fue de 100.000 dólares (equivalente a 2,3 millones de dólares en 2023).

#### Hy Brasil
Hy Brasil es una isla que, según se decía, aparecía cada pocos años frente a la costa del condado de Kerry, Irlanda. Hy Brasil se dibujaba en mapas antiguos como una isla perfectamente circular con un río que la atraviesa.

### Lago Ontario

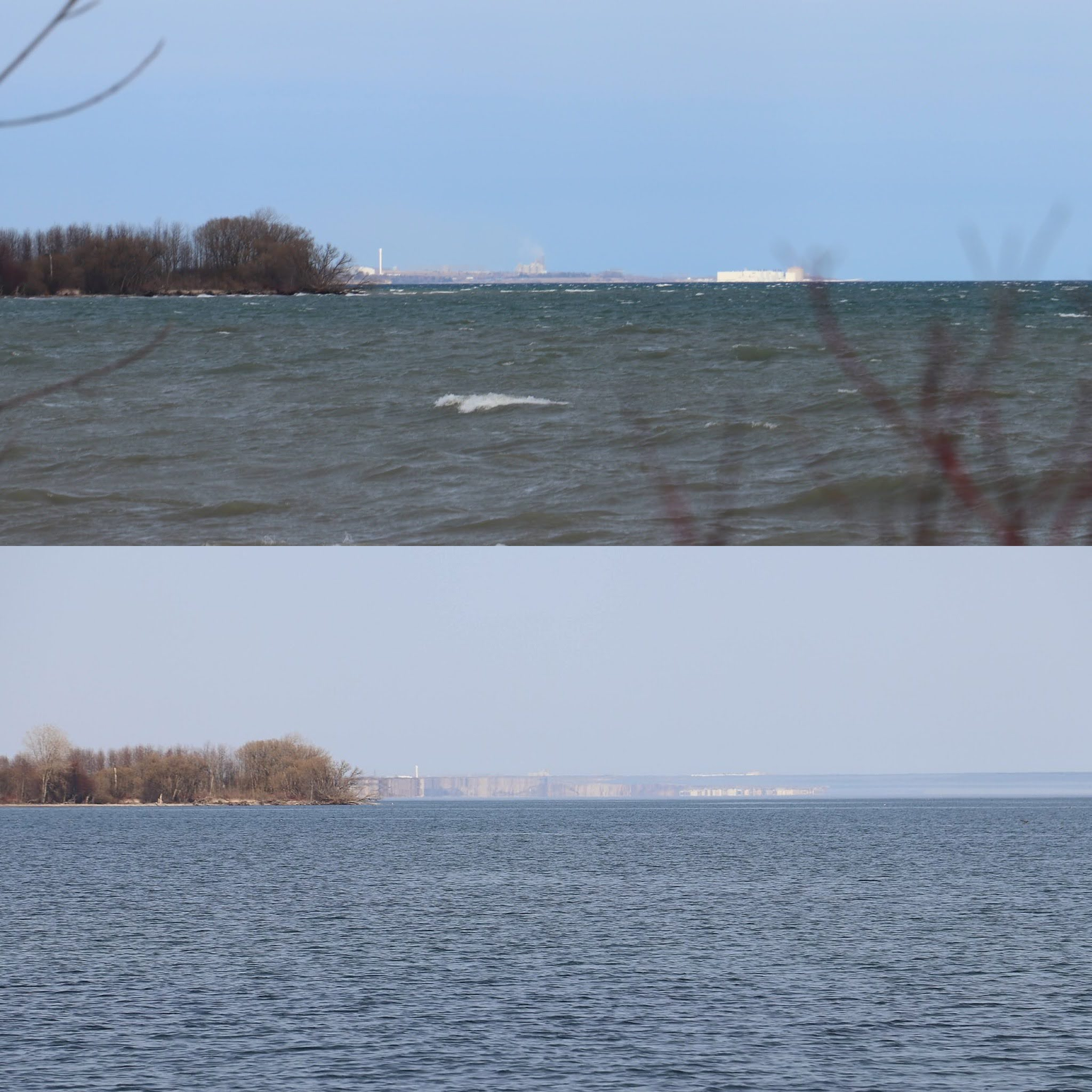
Fata Morgana en el lago Ontario, en Ajax. La imagen superior muestra una vista normal y la inferior muestra el efecto de espejismo, que distorsiona la visión de la costa lejana.

Se dice que el lago Ontario es famoso por sus espejismos, en los que las costas opuestas se hacen claramente visibles durante los acontecimientos.

En julio de 1866, se vieron espejismos de barcos e islas desde Kingston, Ontario.
Un espejismo: El fenómeno atmosférico conocido como "espejismo" pudo haberse observado el domingo por la tarde, entre las 6 y las 7 de la tarde, mirando hacia el lago. La línea más allá de la cual se observaba este fenómeno parecía provenir aproximadamente de la parte media de la isla Amherst, hacia el sureste. Mientras que la mitad inferior de la isla presentaba su aspecto habitual, la mitad superior se distorsionaba de forma antinatural y se proyectaba hacia arriba en forma de columna, con una altura aparente de sesenta a noventa metros. La línea superior, o nube, desde esta elevación se extendía hacia el sur, sobre la cual se proyectaba la imagen de objetos. Un barco que navegaba frente a esta nube presentaba una doble apariencia. Si bien aparecía ligeramente distorsionado en la superficie del agua, su imagen se invertía sobre el fondo de la nube en cuestión, y ambas, al fundirse, producían una curiosa visión. Al mismo tiempo, el barco y su sombra se repetían de forma más sombría, pero nítida, en primer plano, con la base formada por una línea de agua tranquila. Otra embarcación, cuyo casco se encontraba completamente bajo el horizonte, siendo solo visibles las gavias, tenía el casco sombreado en este primer plano, pero en este caso no se observó inversión. Cabe añadir que estos fenómenos ópticos en los barcos solo podían verse con la ayuda de un telescopio, ya que el barco más cercano se encontraba en ese momento a 26 km de distancia. El fenómeno duró más de una hora, y la ilusión óptica cambiaba a cada instante.

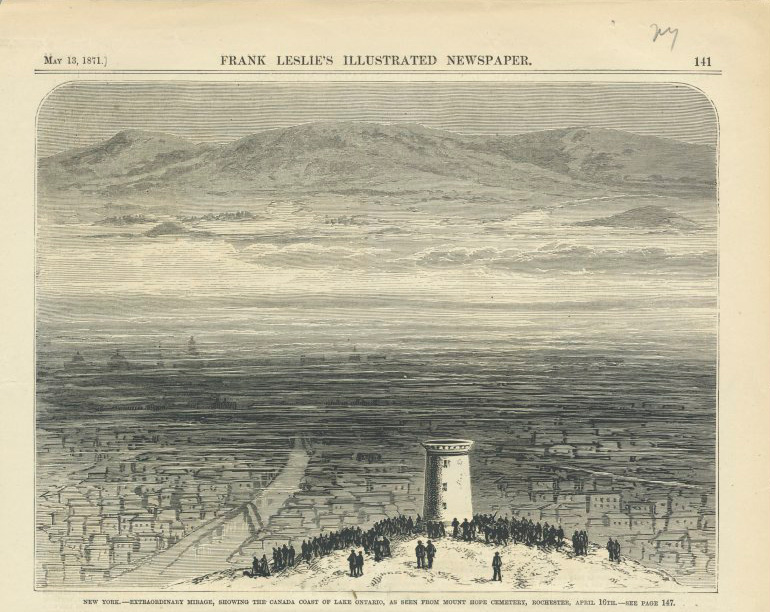
Espejismo de la costa canadiense visto desde Rochester, Nueva York, el 16 de abril de 1871.

Aquí, los espejismos de barcos descritos «solo podían verse con la ayuda de un telescopio». Al observar una Fata Morgana, a menudo es necesario usar un telescopio o binoculares para distinguirlos con precisión. La «nube» que el artículo menciona varias veces probablemente se refiere a un conducto.

El 25 de agosto de 1894, Scientific American describió un "espejismo notable" visto por los ciudadanos de Búfalo, Nueva York.
Los habitantes de Búfalo, Nueva York, presenciaron un extraordinario espejismo entre las diez y las once de la mañana del 16 de agosto de 1894. Era la ciudad de Toronto, con su puerto y su pequeña isla al sur. Toronto se encuentra a 90 km de Búfalo, pero las torres de las iglesias se contaban con gran facilidad. El espejismo abarcaba toda la extensión del lago Ontario, reconociéndose Charlotte y los suburbios de Rochester como una proyección al este de Toronto. Se pudo ver un vapor de ruedas laterales navegando en línea recta desde Charlotte hasta la bahía de Toronto. Finalmente, se descubrió que dos objetos oscuros eran los vapores del New York Central que navegaban entre Lewiston y Toronto. También se vislumbró un velero que desapareció repentinamente. Poco a poco, el espejismo comenzó a desvanecerse, para decepción de miles de personas que se agolpaban en los tejados de casas y edificios de oficinas. Un banco de nubes fue la causa de la desaparición del espejismo. Un examen minucioso del mapa reveló que el espejismo no causó la más mínima distorsión, pues el ascenso gradual de la ciudad desde el agua se representó con precisión. Se estima que al menos 20.000 espectadores presenciaron el novedoso espectáculo.
Esta descripción podría referirse a un fenómeno que se produce por inversión más que a un espejismo propiamente dicho.

### Estrecho de McMurdo y la Antártida
Desde la estación McMurdo en la Antártida, las Fata Morganas se ven a menudo durante la primavera y el verano antárticos, a través del estrecho de McMurdo.Una Fata Morgana antártica, vista desde un vuelo de transporte C-47, fue relatada:
Íbamos con fluidez y, de repente, un pico de montaña pareció surgir de la nada más adelante. Volvimos a mirar y había desaparecido. Un par de minutos después, reapareció, elevándose unos 90 metros por encima de nuestra altitud. Nunca nos acercamos. El pico seguía subiendo y bajando, cada vez más alto.      

— Contralmirante Fred E. Bakutis, comandante de las Actividades de Apoyo de la Armada Antártica

### Ovnis

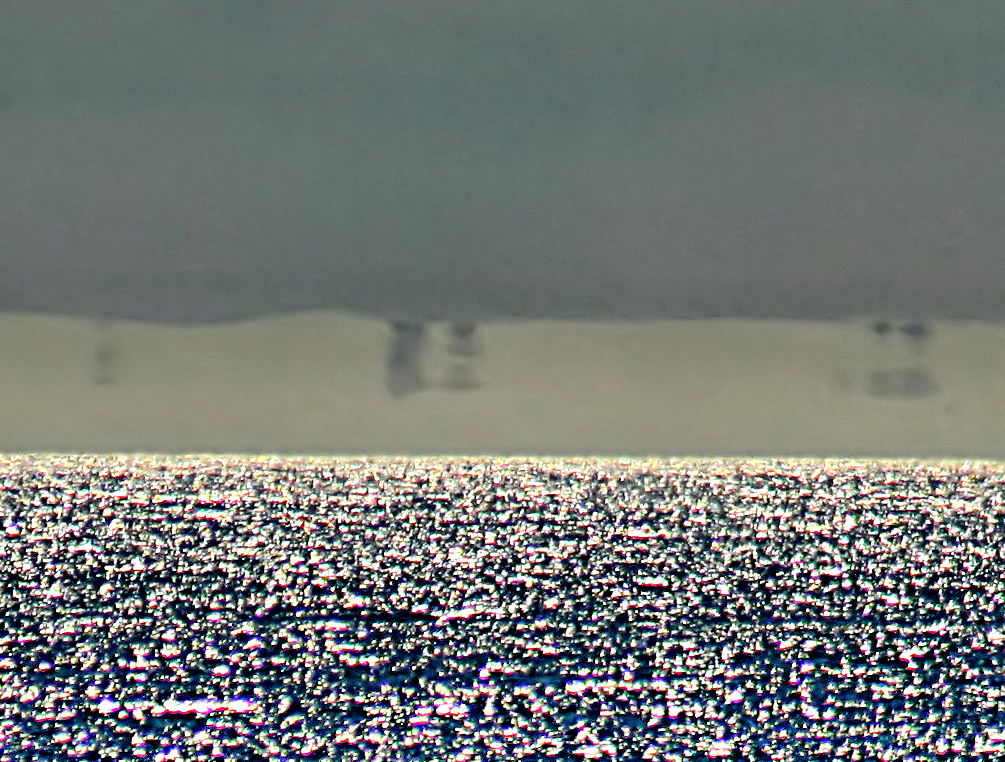
Una Fata Morgana distorsiona las imágenes de barcos distantes hasta hacerlas irreconocibles

Artículo principal: Objeto volador no identificado
Los espejismos de Fata Morgana pueden seguir engañando a algunos observadores y, a veces, aún se confunden con objetos de otro mundo, como ovnis.Una Fata Morgana puede mostrar un objeto situado por debajo del horizonte astronómico como si flotara en el cielo. Una Fata Morgana también puede magnificar dicho objeto verticalmente, haciéndolo completamente irreconocible.

Algunos ovnis detectados por radar también podrían deberse a espejismos de Fata Morgana. Las investigaciones oficiales sobre ovnis en Francia indican:
Como es bien sabido, la conducción atmosférica es la explicación de ciertos espejismos ópticos, y en particular de la ilusión ártica llamada "fata morgana", en la que el océano distante o el hielo superficial, que es esencialmente plano, aparece al espectador en forma de columnas y agujas verticales, o "castillos en el aire".

Se suele asumir que los espejismos ocurren solo en raras ocasiones. Esto puede ser cierto en el caso de los espejismos ópticos, pero las condiciones para los espejismos de radar son más comunes debido al papel que desempeña el vapor de agua, que afecta considerablemente la refractividad atmosférica en relación con las ondas de radio. Dado que las nubes están estrechamente asociadas con altos niveles de vapor de agua, los espejismos ópticos causados por este suelen ser indetectables por la nube opaca que las acompaña. Por otro lado, la propagación del radar prácticamente no se ve afectada por las gotas de agua de la nube, por lo que los cambios en el contenido de vapor de agua con la altitud son muy eficaces para producir conductos atmosféricos y espejismos de radar.

### Australia
Los espejismos de Fata Morgana podrían explicar el misterioso fenómeno australiano de la luz Min Min.Esto también explicaría la evolución de la leyenda con el tiempo: los primeros informes hablaban de una luz fija, que en un efecto Fata Morgana sería la imagen de una fogata. En informes más recientes, esto ha cambiado a luces móviles, que en una reflexión de inversión como Fata Morgana serían faros sobre el horizonte reflejados por la inversión.

### Groenlandia
La Tierra de Fata Morgana es una isla fantasma en el Ártico, descrita por primera vez en 1907. Después de una búsqueda infructuosa, se consideró que era la Isla Tobias.
ARGENTINA
En Argentina este fenómeno se puede observar muy seguido en la costa de Punta Lara, partido de Ensenada, Provincia de Buenos Aires, situada a 60 km de la ciudad de Buenos Aires. La particularidad que tiene es que siempre hay barcos de gran porte a unos 10 a 15 km de la costa, esperando entrar al puerto de Buenos Aires. Esa distancia que es la ideal para ver el efecto Fata Morgana hace que se puede ver regularmente cuando se dan las condiciones atmosféricas donde las capas de aire se calientan de tal manera que forman un espejo  donde se refleja el barco y el cielo por debajo de este reflejo, creando la ilusión óptica de que el barco esta flotando en el aire.  
Ver fotos y videos en instagram en @efectofatamorgana de Clemen Rex